# Chi vuole uccidere Miss Douglas?
Chi vuole uccidere Miss Douglas? (The Seduction) è un film del 1982 con Morgan Fairchild e Andrew Stevens, scritto e diretto da David Schmoeller. La colonna sonora original è di Lalo Schifrin. Il film venne commercializzato con lo slogan "Sola ... impaurita ... in trappola come un animale". Sebbene le recensioni per il film siano state principalmente negative e portarono alla candidatura a tre premi Razzie (tra cui due per la Fairchild), l'attrice vincitrice di premi Oscar, Bette Davis, fu un'ammiratrice di questo film e dopo averlo visto in televisione inviò alla collega Morgan Fairchild una lettera di elogio per il suo lavoro.

## Trama
Jamie Douglas è una bella giornalista televisiva di successo a Los Angeles ed ha una relazione sentimentale stabile con Brandon. Derek è un fotografo ossesso e psicopatico che la perseguita.